# プラヴジンスク
座標: 北緯54度26分 東経21度01分 / 北緯54.433度 東経21.017度
プラヴジンスク（プラヴディンスク、ロシア語: Правдинск, ラテン文字転写: Pravdinsk）は、ロシアのカリーニングラード州南部にある町。人口は3,986人（2021年）。
歴史的には東プロイセンに属し、1946年まではフリートラント・イン・オストプロイセン（ドイツ語: Friedland in Ostpreußen, リトアニア語: Romuva, ポーランド語: Frydląd）の名で知られた。1807年に、ナポレオン1世率いるフランス軍がロシア軍と戦った「フリートラントの戦い」が起きた場所である。

## 地理
ポーランドからカリーニングラード州へ向けて流れるラヴァ川（Лава, ポーランド語: Łyna ウィナ川、ドイツ語: Alle アレ川）沿いにある。バグラティオノフスク（アイラウ）からは東へおよそ30 km。

## 歴史
この町は1312年、プルーセン人の征服を行いプロイセン地方を支配していたドイツ騎士団が、アレ川を渡る洗い越しの場所に建てた町が始まりである。当時はドイツ語でフリートラント（平和な地）という名で知られた。1347年にはリトアニア大公国の侵入でひどく破壊された。1441年にはプロイセン同盟に加わり1454年にはドイツ騎士団と戦った。15世紀のこの時期、フリートランドは織物など手工業が盛んな街であった。しかし1466年にはドイツ騎士団に破壊され、1553年の大火や1656年のスウェーデン軍侵入でも大きな損害を受け荒廃した。
1525年にドイツ騎士団領が世俗化してプロシア公領となるとその一部となり、1701年にはプロイセン王国の一部となった。
1807年6月14日、ナポレオン・ボナパルトはこの付近でロシア・プロイセン連合軍を破った（フリートラントの戦い）。1815年のプロイセン王国の地方行政改革でフリートラントは同名の郡の中心となった。1885年には3,182人の人口を数えた。

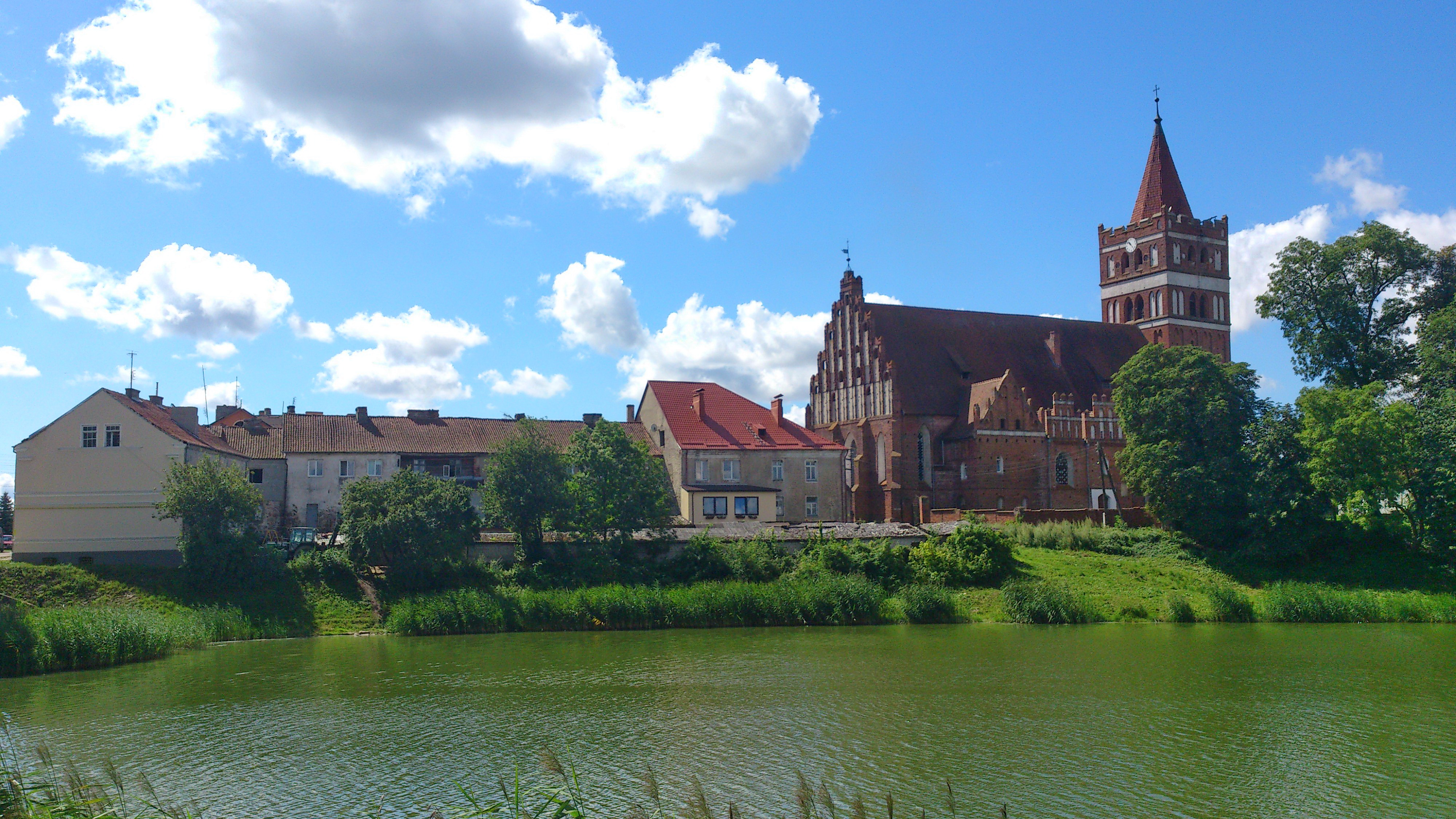
プラヴジンスクに残る教会

第二次世界大戦（独ソ戦）末期の1945年初頭には赤軍に占領された。東プロイセンの北半分はソビエト連邦の領土となり、住民のドイツ人は追放されソ連各地からの住民が代わって移り住んだ。1946年には、ロシア語の「真実」（プラウダ）からプラヴジンスク（真実の町）という地名に改められた。町の中心にあったカトリック教会の聖ゲオルク教会は現在、ロシア正教会の聖堂となっている。